# Pavlovice u Kojetína
Pavlovice u Kojetína là một làng thuộc huyện Prostějov, vùng Olomoucký, Cộng hòa Séc.